# أوميكا الرامي

موقع النجم:كوكبة الرامي

أوميكا الرامي هو نجم يقع في كوكبة الرامي. وهو نجم مزدوج، وقدره الظاهري 4,7، وتصنيفه النجمي G5IV، وقدره المطلق 2,64 ,+209,41، وحرارةُ سطحه 5400 كلفن، وأما عمره 2,8 ± 0,1 مليار سنة.